# Бакьово
Бакьо́во (болг. Бакьово) — село в Софійській області Болгарії. Входить до складу общини Своге.

## Населення
За даними перепису населення 2011 року у селі проживали 24 особи, усі — болгари.
Розподіл населення за віком у 2011 році:
Динаміка населення:

## Відомі особистості
В поселенні народився:
- Братислав Іванов (* 1945) — болгарський японіст, перекладач.